# Wieland Wagner
Wieland Adolf Gottfried Wagner (Bayreuth, 5 gennaio 1917 – Monaco di Baviera, 17 ottobre 1966) è stato un regista teatrale e scenografo tedesco.

## Biografia
Wieland Wagner era il nipote di Richard Wagner, suo padre era infatti Siegfried, unico figlio maschio di Richard.
Dopo la seconda guerra mondiale, quando sua madre, Winifred, fu allontanata dalla guida del Festival di Bayreuth, che la famiglia Wagner gestiva ormai da settanta anni, a causa delle sue simpatie naziste, Wieland e suo fratello Wolfgang, che pure in gioventù avevano avuto benefici dal regime, le subentrarono come direttori del Festival. Il periodo che si inaugurò allora, dal luglio 1951, con il primo Festival del dopoguerra, venne significativamente battezzato Nuova Bayreuth, proprio per sottolineare la distanza con un recente passato fonte di imbarazzo per l'istituzione. In particolare, Wieland, il più dotato artisticamente dei due fratelli, apportò considerevoli novità nelle messe in scena da lui curate: rinunciando al naturalismo dettagliato e pedante che aveva caratterizzato le scenografie delle opere fino ad allora, optò per una decisa astrazione, per un minimalismo e un simbolismo che, grazie anche ad un sapiente uso dell'illuminazione, riportavano la musica in primo piano. Innovazioni di tal genere, su un palco che fino ad allora era stato tanto tenacemente attaccato alla tradizione come Bayreuth, suscitarono inevitabilmente dibattiti e dissensi, ma anche numerosi apprezzamenti, e si rivelarono, in seguito, la giusta strada: negli anni cinquanta e sessanta, infatti, Bayreuth fu all'avanguardia nel campo della messa in scena di opere wagneriane.
La collaborazione fra i due fratelli proseguì senza ostacoli per nove anni, quindi cominciarono ad affiorare le prime crepe nel loro rapporto. Ma la prematura scomparsa di Wieland, ucciso da un cancro ai polmoni nell'ottobre del 1966, lasciò campo libero a Wolfgang, rimasto da solo alla guida dell'importante Festival wagneriano.